# Jakob von Hartmann

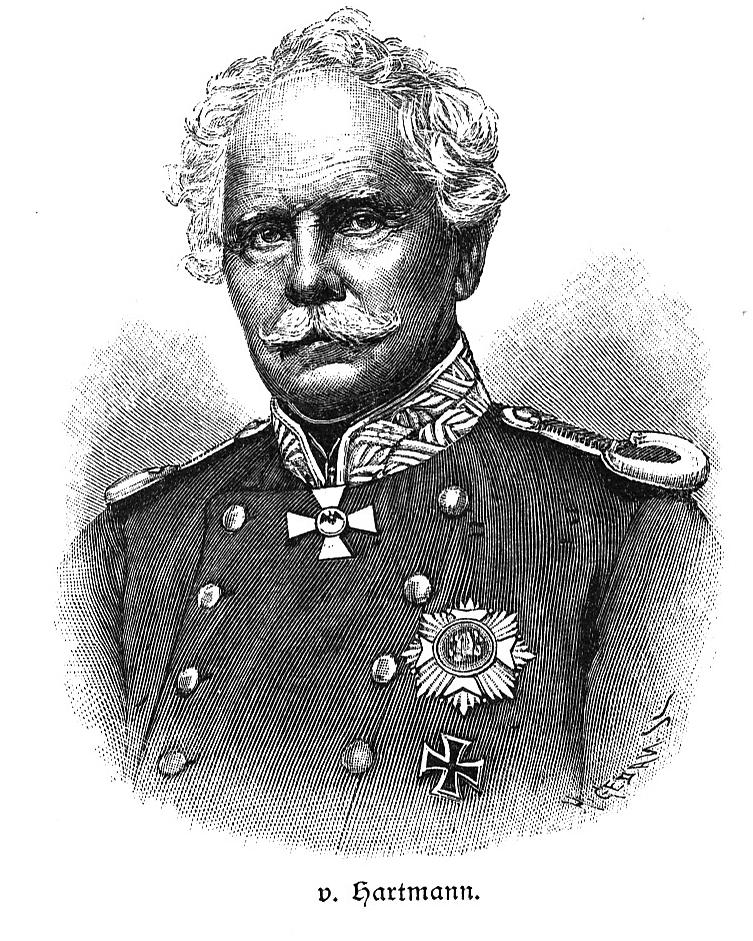
General von Hartmann, 1870.

Jakob von Hartmann, född 4 februari 1795, död 23 februari 1873, var en bayersk militär.
Hartmann blev officer vid infanteriet 1811, generallöjtnant och fördelningschef 1861 och general vid infanteriet 1869. Hartmann förde under 1866 års krig befälet över 4:e infanterifördelningen och blev vid krigsutbrottet 1870 chef för 2:a bayerska armékåren. Med denna deltog han med utmärkelse särskilt i slaget vid Wörth 6 augusti och slaget vid Chatillon 19 september.